# Château Belair (Talence)
Pour les articles homonymes, voir Château Bel Air.
Le château Belair est un château situé sur la commune de Talence, dans le département de la Gironde, en région Nouvelle-Aquitaine en (France).  
Il a été construit au XVIIIe siècle.
Depuis 2009 le château Belair est inscrit au monument historique.

## Historique
Le Château Belair se situe sur la commune de Talence.
Le monument fait l’objet d’une inscription au titre des monuments historiques depuis le 6 mars 2009.